# Só Pensando Em Você
Só Pensando Em Você é o nono álbum de estúdio da dupla brasileira de música sertaneja Rick & Renner, lançado em 2002 pela Warner Music. Nesse álbum, as canções que emplacaram foram "Só Pensando Em Você", "É Você" e "Eu Sem Você". A canção "Nóis Tropica, Mas Não Cai" ficou conhecida após ser incluída na trilha sonora da novela América (2005), exibida pela Rede Globo.

## Faixas
| N.º | Título                      | Compositor(es)                              | Duração |  |
| 1.  | "Você Decide"               | Elias Muniz                                 | 3:37    |  |
| 2.  | "É Você (Eres Tu)"          | Donato / Hal S. Batt - versão: Carlos Colla | 4:00    |  |
| 3.  | "Só Pensando Em Você"       | Liah Soares                                 | 4:20    |  |
| 4.  | "Não Quero, Mas Eu Te Amo"  | Monalisa / Lucimar                          | 3:52    |  |
| 5.  | "Eu Sem Você"               | Rick                                        | 3:35    |  |
| 6.  | "Vou Ganhar Você"           | Peninha                                     | 3:38    |  |
| 7.  | "Tchau Saudade"             | Monalisa / Ana Lúcia                        | 4:08    |  |
| 8.  | "Chama Por Ela"             | Tivas / Nino                                | 3:54    |  |
| 9.  | "Simbora Bora"              | Nando Cordel                                | 3:45    |  |
| 10. | "Nóis Tropica, Mas Não Cai" | Rick / Alexandre                            | 3:51    |  |
| 11. | "Eu Amo Essa Mulher"        | Rick / Marcelo Aguiar                       | 4:00    |  |
| 12. | "Vontade de Te Ver"         | Rick / Pinocchio                            | 2:58    |  |
| 13. | "Paixão Caliente"           | Tivas                                       | 4:13    |  |
| 14. | "Onde Anda Você"            | Neil Armstrong                              | 4:05    |  |
| 15. | "Rodeio e Vaquejada"        | Waldir Luz / Neldon Farias / Claudio Pinto  | 3:39    |  |

## Certificações
| País          | Certificação | Data | Certificado de vendas |
| ------------- | ------------ | ---- | --------------------- |
| Brasil - ABPD | Ouro         | 2002 | 100.000               |